# Kani (Gifu)
Kani (Japans: 可児市, Kani-shi) is een stad in de prefectuur Gifu op het eiland Honshu in Japan. De stad heeft een oppervlakte van 87,60 km² en eind 2008 ruim 100.000 inwoners. De rivier Kiso loopt van noordoost naar noordwest door de stad.
Kani is bekend om het Shino-aardewerk, dat zijn oorsprong in deze stad vindt.

## Geschiedenis
Op 1 april 1982 werd Kani een stad (shi) na samenvoeging van twee gemeentes en zeven dorpen.
OP 1 mei 2005 werd de gemeente Kaneyama (兼山町, Kaneyama-chō) aan Kani toegevoegd.

## Verkeer
Kani ligt aan de Taita-lijn van de Central Japan Railway Company en de Hiromi-lijn van Meitetsu.
Kani ligt aan de Tokai Ring-autosnelweg en aan de autowegen 21, 41 en 248.

## Bezienswaardigheden
- Ruïnes van het kasteel Akechi, gebouwd in 1342 en de geboorteplaats van generaal Mitsuhide Akechi
- Grafheuvels; Jirobe-zuka heuvel 1, overdekt met rivierkeien, is met 29,5m de grootste grafheuvel in Gifu
- Yakushi Boeddha in de Yakuo-tempel; dit beeld is 4.32m hoog en gesneden uit één stuk kamferhout
- Kobuchi-dam en -meer
- De berg Hatobuki met mooi uitzicht

## Stedenband
Kani heeft een stedenband met
- Rota, Noordelijke Marianen, sinds 20 augustus 1985.

## Aangrenzende steden
- Inuyama
- Minokamo
- Tajimi
- Toki